# ゼルダ・セガン・ウォーレス

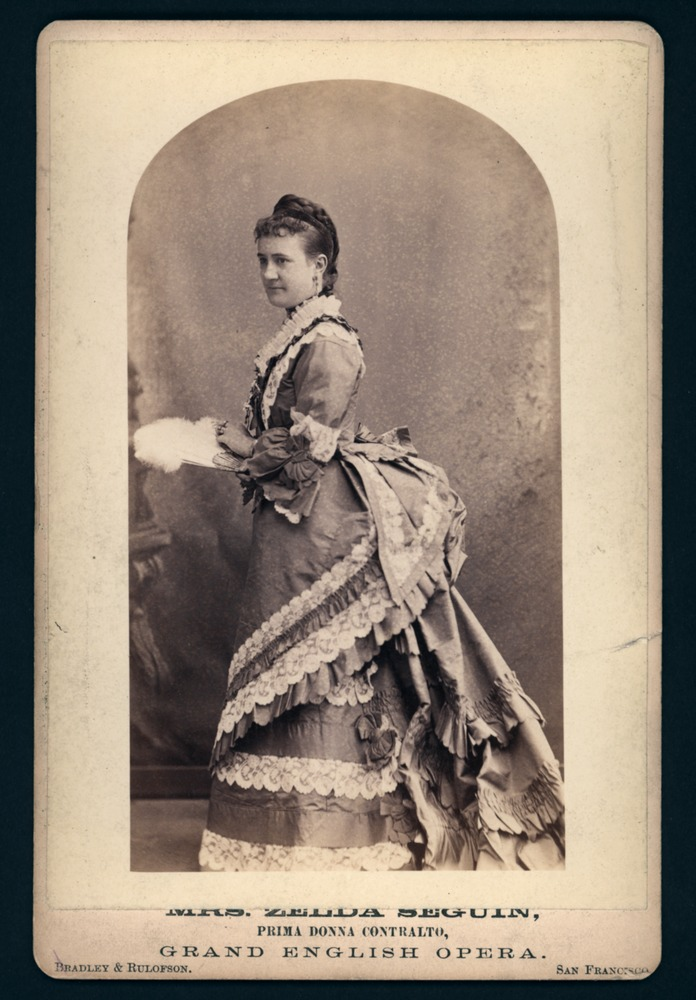
ゼルダ・セガン・ウォーレスの広告写真（1876年）

ゼルダ・ハリソン・セガン・ウォーレス（Zelda Harrison Seguin Wallace、1848年 - 1914年2月19日）は、アメリカ合衆国出身のオペラ歌手、および婦人参政権論者。

## 若年期
ゼルダ・ハリソンはニューヨーク市に生まれる。ヴィクトリア女王の戴冠式で歌唱したアン・チャイルド・セガンの許で声楽を学んだ。

## 経歴
アルトのゼルダ・ハリソンが初めて舞台に立ったのは1865年における17歳の時のニューヨーク州サラトガ・スプリングズである。ゼルダ・セガンとしての彼女はエマ・アボット率いるアボット・イングリッシュ・オペラ・カンパニーなどとともに人気のあるフランスやイタリアのオペラを英訳したのを歌唱して成功を収める。他にはアメリカ合衆国において初めて英語で上演された『カルメン』のタイトルロールを歌唱したことや『イル・トロヴァトーレ』のアズチェーナ役を演じたことでもよく知られている。
ゼルダ・ウォーレスとしての最後のオペラ出演は、1886年にニューヨーク市で上演された『ミカド』であった。その後も故郷のインディアナ州インディアナポリスでコンサートを開いたり、正当な理由により婦人参政権などを援助したりした。ある評論家は「ゼルダ・セガン＝ウォーレスがとても力のある婦人参政権論者であることは世間一般には知られておらず、彼女がそうであると主張すると大抵は驚かれる」と述べている。
1895年の列車脱線事故で重傷を負ったウォーレスは事実上の女優業引退となった。また1911年に親類宅で発生した火災では衣装、楽譜、記念品の多くが失われた。

## 私生活
ハリソンは2度の結婚をしている。最初の夫は1867年に結婚した恩師のアン・セガンの息子で歌手のエドワード・S・C・"ネッド"・セガンであるが、彼は1879年に亡くなっている。最初の結婚で2人はエドワード・S・R・セガンという名の息子をもうけている。最初の義母の裕福な遺産を放棄し、1880年に鉄道員のデイヴィッド・ウォーレス・ジュニアと結婚した。1911年にデイヴィッド・ウォーレス・ジュニアが亡くなった後は再び未亡人となる。1914年に65年の生涯を閉じた。
再婚した後、セガン・ウォーレスの義兄となったのが小説『ベン・ハー』の著者ルー・ウォーレスである。義母のゼレーダ・グレイ・ウォーレスは禁酒と婦人参政権の活動家、かつインディアナ州知事デイヴィッド・ウォーレスの妻である。